# Ontbijtspek

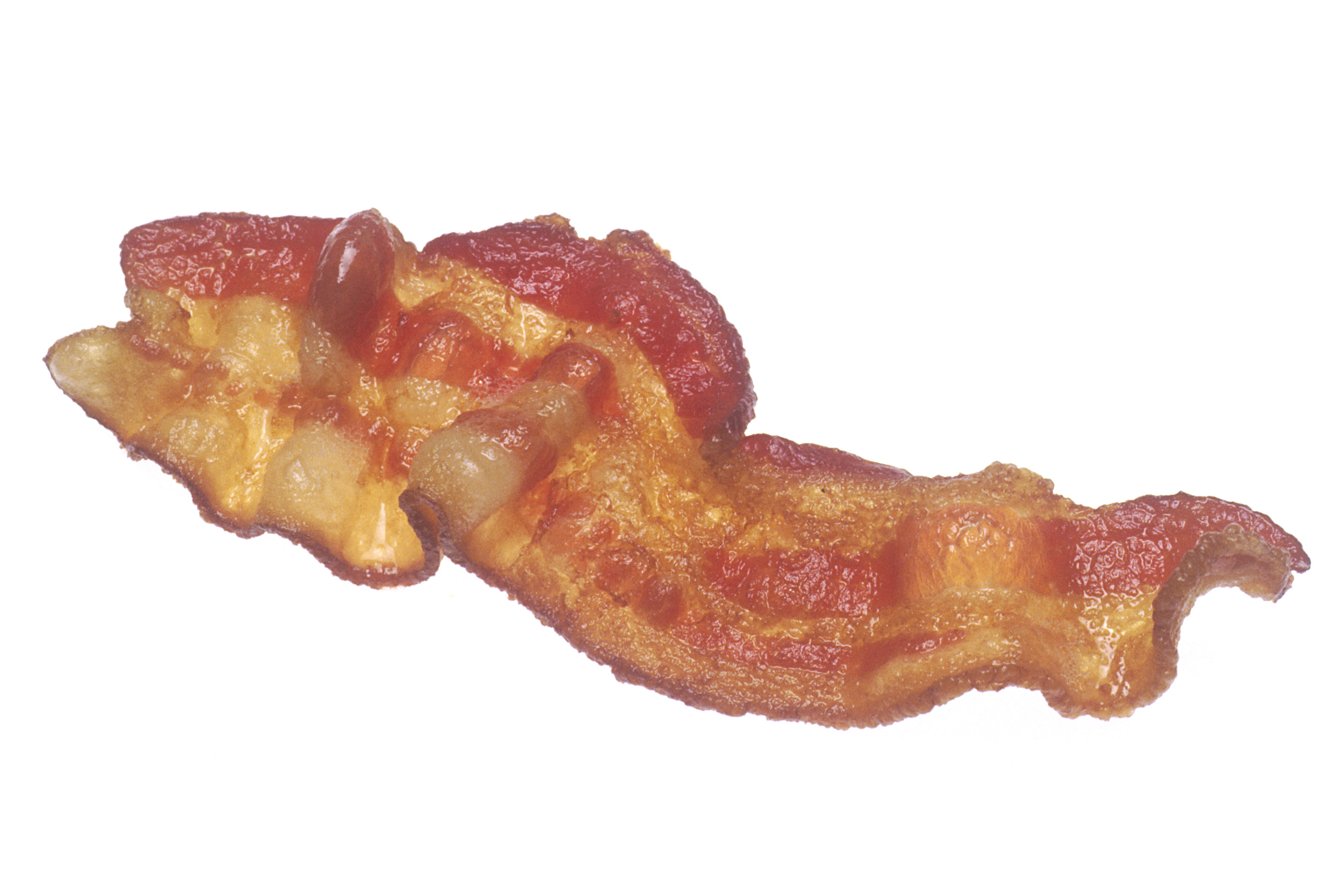
Gebakken ontbijtspek

Ontbijtspek is gepekeld buikspek van het varken dat na te zijn gepekeld, gedroogd en gerookt in dunne plakken wordt gesneden. Deze plakken zijn ongeveer 20 cm lang en 8 cm breed. Ontbijtspek wordt meestal gebakken geconsumeerd, op brood, met pannenkoeken of samen met gebakken eieren. Maar van oudsher werd het ook dun gesneden direct (zonder verdere bereiding) op brood gegeten.  
Per 100 gram vlees bevat ontbijtspek 1671 kJ of 399 Kcal, alsmede 15 gram eiwit en 38 gram vet.